# Дњепар (град)
Дњепар (укр. Дніпро, рус. Днепр), раније познат као Дњепропетровск (рус. Днепропетровск, укр. Дніпропетровськ) и пре тога као Јекатеринослав (рус. Екатеринослав), град је у Украјини, у Дњепропетровској области. Према процени из 2012. у граду је живело 999.577 становника. Дњепар је четврти по величини град у Украјини.
Удаљен је око 390 километара југоисточно од украјинске престонице Кијева на реци Дњепар, у централно-источном делу Украјине. Дњепар је административни центар Дњепропетровске области и вантериторијални административни центар Дњепропетровског рејона. Има око милион становника (процена за 2018. годину).
Археолошки налази сугеришу да први утврђени град на територији данашњег Дњепара вероватно датира из средине 16. века.
Познат као Јекатеринослав (рус. Екатериносла́в, укр. Катериносла́в) до 1925. Град је формално припао Русији за време владавине руске царице Катарине Велике (рус. Екатерина, по којој је добио име) у 1787. години као административно средиште новостечених великих територија царске Новоросијске губерније, укључујући и оне које је Русији уступило Османско царство према Кучуккаинарџијском миру (1774). Григориј Потемкин првобитно је град замислио као трећи главни град Руске Империје, након Москве и Санкт Петербурга. Преименован је у Дњепропетровск 1926. године, постао је витални индустријски центар Украјинске ССР, један од кључних центара нуклеарне, наменске, и свемирске индустрије Совјетског Савеза. Конкретно, у њему је седиште Јужмаша, главног завода за дизајн и производњу свемирских и балистичких ракета. Због војне индустрије функционисао је као затворени град до 1990-их. Дана 19. маја 2016. године, Врховна рада Украјине је променила званично име града из Дњепропетровск у Дњепар.
Дњепар је моћни центар украјинског бизниса и политике и родни је град многих важних личности у земљи. Велики део украјинске политике и даље се дефинише наслеђима Леонида Кучме, Павла Лазаренка и Јулије Тимошенко, чије су политичке каријере започеле у Дњепропетровску.

## Географија
Град је изграђен углавном на обе обале Дњепра, на ушћу Самаре у Дњепар. У петљи великог меандра, Дњепар мења свој ток са северозапада да би јужније, а касније и југо-западно наставио кроз Украјину, на крају пролазећи кроз Херсон где се коначно улива у Црно море.
Данас су и северна и јужна обала дом разних индустријских предузећа и производних погона. Аеродром се налази око 15 км југоисточно од града.
Средиште града је изграђено на десној обали која је део Дњепрске висоравни, док је лева обала део Дњепарске низије. Стари град се налази на брежуљку који је настао као резултат промене тока реке на југ. Промена смера реке узрокована је близином Азовске висоравни који се налази југоисточно од града.
Једна од градских улица, Проспект Академика Јаворницког, повезује две главне архитектонске целине града и представља важну саобраћајницу кроз центар, која уз приградске радијалне путне системе, пружа неке од најважнијих саобраћајних веза за подручје приградског и међуградска путовања.

### Клима
Према Кепеновој класификацији климата, у Дњепру влада умереноконтинентална клима (Dfa/Dfb). Снежне падавине су чешће у брдима него у нижим подручјима града. Град има четири различита годишња доба: хладне, снежне зиме, врућа лета, и два релативно влажна прелазна периода. Међутим, према другим шемама (попут биоклиматског система Салвадора Риваса-Мартинеза), Дњепар има горњоумерену биоклиму и припада умереном ксеричном степском термоклиматском појасу, због велике евапотранспирације.
Током лета, у Дњепру је веома топло (просечна дневна температура у јулу је од 24° до 28 °C, чак понекад и топлије од 32° до 36 °C. У мају су забележене температуре од чак 36 °C (97 °F). Зима није тако хладна (средња дневна температура у јануару је од -4° до 0 °C, али када нема снега и ветар јако дува, субјективни осећај је да је изузетно хладно. Мешавина снега и кише пада обично у децембру.
Најбоље време за посету граду је касно пролеће (крај априла и маја), и рано у јесен: септембар, октобар, када градска стабла пожуте. Остала времена углавном су сува праћена повременим пљусковима.
"Међутим, град карактерише значајно загађење ваздуха индустријским емисијама." Појединци сматрају „озбиљно загађен ваздух и воду“ и наводно „огромна опустошена подручја“ Дњепра и Доњецка еколошком кризом. Иако није наведено где се тачно у Дњепру могу срести такве области.
| Клима Дњепра                | Клима Дњепра | Клима Дњепра | Клима Дњепра | Клима Дњепра | Клима Дњепра | Клима Дњепра | Клима Дњепра | Клима Дњепра | Клима Дњепра | Клима Дњепра | Клима Дњепра | Клима Дњепра | Клима Дњепра |
| Показатељ \ Месец           | .Јан.        | .Феб.        | .Мар.        | .Апр.        | .Мај.        | .Јун.        | .Јул.        | .Авг.        | .Сеп.        | .Окт.        | .Нов.        | .Дец.        | .Год.        |
| --------------------------- | ------------ | ------------ | ------------ | ------------ | ------------ | ------------ | ------------ | ------------ | ------------ | ------------ | ------------ | ------------ | ------------ |
| Апсолутни максимум, °C (°F) | 12,3 (54,1)  | 17,5 (63,5)  | 24,1 (75,4)  | 31,8 (89,2)  | 36,1 (97)    | 37,8 (100)   | 39,8 (103,6) | 40,9 (105,6) | 36,5 (97,7)  | 32,6 (90,7)  | 20,6 (69,1)  | 16,3 (61,3)  | 40,9 (105,6) |
| Средњи максимум, °C (°F)    | −1,0 (30,2)  | 0,0 (32)     | 6,0 (42,8)   | 15,2 (59,4)  | 22,1 (71,8)  | 25,6 (78,1)  | 28,0 (82,4)  | 27,4 (81,3)  | 21,5 (70,7)  | 13,8 (56,8)  | 5,2 (41,4)   | 0,2 (32,4)   | 13,7 (56,7)  |
| Просек, °C (°F)             | −3,7 (25,3)  | −3,4 (25,9)  | 1,8 (35,2)   | 9,6 (49,3)   | 16,1 (61)    | 19,8 (67,6)  | 22,1 (71,8)  | 21,4 (70,5)  | 15,5 (59,9)  | 8,9 (48)     | 2,0 (35,6)   | −2,3 (27,9)  | 9,0 (48,2)   |
| Средњи минимум, °C (°F)     | −6,1 (21)    | −6,3 (20,7)  | −1,6 (29,1)  | 4,9 (40,8)   | 10,6 (51,1)  | 14,6 (58,3)  | 16,7 (62,1)  | 15,8 (60,4)  | 10,7 (51,3)  | 5,0 (41)     | −0,5 (31,1)  | −4,7 (23,5)  | 4,9 (40,8)   |
| Апсолутни минимум, °C (°F)  | −30,0 (−22)  | −27,8 (−18)  | −19,2 (−2,6) | −8,2 (17,2)  | −2,4 (27,7)  | 3,9 (39)     | 5,9 (42,6)   | 3,9 (39)     | −3,0 (26,6)  | −8,0 (17,6)  | −17,9 (−0,2) | −27,8 (−18)  | −30,0 (−22)  |
| Извор: Погода и климат      |              |              |              |              |              |              |              |              |              |              |              |              |              |

## Историја

### Топоним
Временом је Дњепар постао познат по више имена:
- Јекатеринослав 1776–1782, поново преименован 1783–1797.
- Новоросијск 1797–1802.
- Јекатеринослав 1802–1918.
- Сичеслав 1918–1921. (незванично име)[10]
- Јекатеринослав / Катеринослав 1918–1926.
- Дњепропетровск 1926–2016.
- Дњепар 2016–данас

Назив "Катаринослав" пронађен је на неким мапама из 19. века.
У неким англофонским медијима град је био познат и као Ракетни град (енг. "Rocket City").
У 1918. години, Централно веће Украјине предложило је промену имена града у Сичеслав, међутим, то никада није усвојено.
Године 1926. град је преименован по комунистичком вођи Григорију Петровском. Закон о декомунизацији из 2015. године захтевао је преименовање града, и 19. маја 2016. украјински парламент је усвојио закон којим је званично преименован град у Дњепар .

### Средњи век
Манастир су основали византијски монаси на Манастирском острву, вероватно у 9. веку (870. године). Татари су уништили манастир 1240. године.
Почетком 15. века татарска племена која су живела на десној обали Дњепра протерана су од стране Велике кнежевине Литваније. Средином 15. века Ногајци (који су живели северно од Азовског мора) и Кримски канат напали су ове земље. Велико кнежевина Литванија и Кримски канат успоставили су границу дуж Дњепра, а даље источно од реке Самаре (Дњепар), тј. кроз данашњи град Дњепар. Управо се у то време појавила нова сила: слободни људи, козаци. Касније су постали познати и као Запорошки козаци (Запорожје – земље јужно од Приднипровја, у преводу "Земља изван руба"). Ово је било раздобље рација и борби које су проузроковале знатну нестабилност и депопулацију на том подручју, а област је постала позната као Куманска степа.

### Рано модерно доба
Археолошка открића јасно указују на то да је први утврђени град у данашњем Дњепру вероватно изграђен средином 16. века. Пољска влада је 1635. године изградила тврђаву Кодак изнад Дњепарских брзаца код Кодакија (на југоисточној периферији модерног Дњепра) делом и због повећаног ривалства у региону између Пољске, Турске и Кримског каната, а делом због одржавања контроле над активностима козака (тј. за сузбијање козачких нападача и спречавање сељака да се иселе из тог подручја). У ноћи између 3. и 4. августа 1635. године, козаци Ивана Сулима изненада су заробили тврђаву, спаливши је и искасапивши гарнизон од око 200 западноевропских плаћеника под Жаном Марионом. Утврду је обновио француски инжењер Гијом де Боплан за пољску владу 1638. године и имао је плаћенички гарнизон. Кодак су Запорошки козаци заробили 1. октобра 1648. године, и у њему су држали своју војску до 1711. када су га срушили према Прутском споразуму. Данас су видљиви остаци рушевина утврђења Кодак. Тренутно постоји пројекат обнове и стварања туристичког центра и парка-музеја.
По Андрусовском споразуму, земље Запорошког Сича (око тврђаве Кодак) биле су под заједничком контролом Руске Империје и Државне заједнице Пољске и Литваније. Државна заједница се одрекла своје контроле над тим подручјем потписивањем Уговора о трајном миру из 1686. године и, тако, предала Запорожје Русији.
У 1688. години Запорошки козаци и татарске снаге безуспешно су покушале да униште руске трупе у градској Богородичиној тврђави (изграђеној по налогу руског цара), али су на крају уништиле само незаштићени доњи град. Козаци су 1711. године избацили руске трупе из града према Прутском споразуму, овог пута у савезу са Татарима и Османским царством. Две тврђаве на територији будуће украјинске метрополе, тврђава Кодак и Богородичина тврђава, сравњене су у складу са споразумом са Русима.
Средином 1730-их руске трупе су се вратиле у Богородичиној тврђави.
Запорошко село  Половиција  основано је крајем 1760-их, између насеља Старог и Новог Кодака. Налазило се на месту данашњег центра града западно од четврти Централног терминала и пијаце Озјорка .
Козаци и руска војска борили су се против Османског царства for control of за контролу над овим подручјем у Руско-турском рату. Кучуккаинарџијски мир је окончао овај рат у јулу 1774. године, а у мају 1775. руска војска је уништила Запорошки Сич, чиме је елиминисана политичка аутономија Козака. Кнез Григориј Потемкин је 1775. године постављен за гувернера Нове Русије, а након уништења Запорошког Сича, почео је да оснива градове у региону и привлачи досељенике.

### Оснивање Катарининог града
Пре 1926. године град који се данас звао Дњепар био је познат као Јекатеринослав, што би се отприлике могло тумачити као "слава Катарини", што се односило на Катарину Велику, која је владала као императорка од 1762. до 1796. (Украјинска православна црква повезује бивше градско име са светом Екатерином Александријском (око 287—305). Према једном извештају, град је основан 1787. године
(за званичну годину оснивања одређена је 1776. у 1976. години како би се удовољило генералном секретару КПСС Централног комитета Комунистичке партије Совјетског Савеза Леониду Брежњеву) као административни центар обновљене руске Азовске губерније (основана 1775).
Првобитни град Јекатеринослав основао је 1777. године азовски гувернер Василиј Алексејевич Чертков (на функцији 1775-1781) По налогу Григорија Потемкина, не на тренутној локацији, већ на ушћу реке Килчен у Самари код Лошакивке, северно од Дњепра. Град је назван у част руске царице Катарине Велике. До 1782. године град је имао 2.194 становника. Међутим, локација је била лоше одабрана - изворске воде су град претвориле у мочвару. Насеље тамо касније је преименовано у Новомосковск (данашњи Новомосковск).
Катарина Велика је 22. јануара 1784. потписала царске Указе изјављујући следеће: "Губернијски град под именом Јекатеринослав имаће боље погодности на десној обали Дњепра код Кајдака" (рус. "губернскому городу под названием Екатеринослав быть по лучшей удобности на правой стороне реки Днепр у Кайдака…"). Изградња је започела на месту Запорошког насеља Половице које је постојало од 1740-их. Овде су зимовали козачки официри Микита Корж, Лазар Хлоба и други.
Свечано полагање темеља Јекатеринослава као средишта јЈекатеринославског вицекраљевства одржано је 20. маја 1787. године на брду где је сада Жовтневски трг. Становништво Јекатеринослав-Кил'чена пребачено је (према неким изворима) на ново место. Потемкин је имао изузетно амбициозне планове за град. У пројектовању и изградњи града учествовали су угледни руски архитекти Иван Старов, Василиј Стасов, Андреиан Захаров. Развој града почео је дуж Дњепра на две супротне обале раздвојене дубоким речним коритом. Био је дугачак око 25 до 30 км, а укључивао је Преображењску катедралу (тврдња да је била замишљена као највећа на свету вероватно је резултат погрешног тумачења Потемкинове референце на базилику Светог Павла у Риму и базилику Светог Петра.), универзитет (никад изграђен), ботаничка башта на Манастирском острву и широке равне авеније кроз град, а 1790. године у брдовитом делу града подигнута је Потемкинова кнежевска палата по нацрту Ивана Старова. Камен темељаца катедрале положили су царица Катарина II и аустријски цар Јозеф II Хабзбуршки, током Катарининог путовања на Крим 20. маја 1787, што је означено као службени датум оснивања града. Ипак, катедрала како је првобитно замишљена никада није била изграђена. Место за Потемкинову палату купљено је од пензионисаног козачког дазала (пуковника) Лазара Хлобе, који је био власник већег дела земље у близини града. Део вртова Лазара Хлобе и даље постоји и данас се зове Хлобин парк.
Услед још једног Руско-турског рата који је избио крајем 1787. године, бирократских одлагања, лоших изградњи и крађа довело је да буде изграђено мање од првобитног плана. Изградња је престала након смрти Потемкина (1791) и његовог спонзора, царице Катарине (1796), коју је наследио њен син цар Павле I - познат по отвореној антипатији према мајчиним политикама и подухватима. Планови су преиспитани и настављени. Величина катедрале је смањена, а изградња је завршена тек 1835. године.

### Почеци индустријског центра
Године 1794. у граду је почела да ради велика мануфактура, финансирана из државне благајне, која се састојала од две фабрике: фабрике тканина која је овде пребачена из града Дубровњег из Могиљовске губерније заједно са радницима и кметовима и фабрика свилених чарапа која је пребачена из села Купавна код Москве. Радници фабрике свилених чарапа купљени су на аукцији за 16.000 рубаља. У 1797. години у фабрици тканина радило је 819 сталних радника међу којима је било 378 жена и 115 деце. У фабрици чарапа већи део радника чиниле су жене. Ти радници су живели у баракама које су се налазиле на месту данашњег Језерског трга и уз Дњепров насип, где се касније развило фабричко насеље. Тим фабрикама додељено је и 1,186 мушкараца, углавном сељака, који су се настанили уз Мокру Суру где се касније формирало Сурско-Литовско насеље. Већина зграда тих фабрика биле су саграђене од дрвета по нацрту руског архитекте Фјодора Волкова.
Услови рада у тим фабрикама као и током почетног развоја града били су тешки. На стотине људи је умирало од хладноће, глади и преоптерећења. Чак је и сам Потемкин био приморан да призна ту чињеницу. Фабрике нису увек плаћале своје раднике на време и често су смањивале исплате. Извештај фабрике од 26. марта 1797. указивао је на "неадекватан" смештај радника. Биле су то брзо направљене бараке погодне само за летње доба.
Од 1797. до 1802, град је руски цар Павле I Петрович преименовао у Новоросијск, када је постао административни центар Новоросијске губерније, а након тога, до 1925. године Јекатеринославске губерније.
Тек 1832. године у граду је основана мала фабрика за ливење гвожђа Заславски, која је постала прва таква компанија. Фабрика је запошљавала само 15 радника.
Упркос изградњи моста на Дњепру 1796. године и расту трговине почетком 19. века, Јекатеринослав је остао мали све до 1880-их, када је изграђена железница и почела индустријализација града. Бум су изазвала два човека: Џон Хјуџ, велшки бизнисмен који је 1869–1872 изградио фабрику гвожђе у садашњем Доњецку (тадашња Јузовка) и развио Доњецки рудник угља, и руски геолог Александар Пол, који је открио гвоздену руду у Кривом Рогу 1866. године, током археолошких истраживања.
Доњецк угаљ је био неопходан за топљење сировог гвожђа из руде Кривог Рога, стварајући потребу за железницом која би повезала Јузовку и Криви Рог. Дозвола за изградњу железнице дата је 1881. године, а отворена је 1884. Железница је прешла Дњепар код Јекатеринослава. Град је брзо растао, појавила су се нова предграђа: Амур, Нижноднипровск и фабричка подручја. У 1897. години Јекатеринослав је постао трећи град у Руском царству који је имао електричне трамваје. Виша рударска школа отворена је 1899. године, а до 1913. прерасла је у Рударски институт.
Руски пораз у Руско-јапанском рату 1905. године, између осталог, резултирао је раширеним побунама против власти у многим местима Русије, а Јекатеринослав је био једно од главних жаришта. Десетине људи је убијено, а стотине су рањене. Настао је талас антисемитских напада.
Од 1902. до 1933. године, историчар Запорошких козака, Дмитриј Јаворницки, био је директор Музеја Дњепар, који је касније добио име по њему. Пре своје смрти 1940. године, Јаворници је написао Историју града Јекатеринослава, а рукопис је лежао дуго година необјављен. Објављена је тек 1989. након Горбачовових реформи.

### Украјински рат за независност
Након руске Фебруарске револуције 1917. године, Екатеринослав је постао град у саставу аутономне Украјинске Народне Републике под владом Централне Рада. У новембру 1917. бољшевици су дигли побуну и на кратко време преузели власт. Немачка војска је 5. априла 1918. преузела контролу над градом. А према споразуму из фебруара 1918. из Брес-Литовска између Украјинске Народне Републике и Централних сила постао је део Украјинске НР. Град је доживео окупацију од стране немачке и аустроугарске војске које су биле савезнице украјинског хетман Павела Скоропадског и помогле му да задржи власт у земљи.
У време владе украјинског Директората, на челу са Симоном Петљуром, град је имао честе периоде промене власти. Тако су град држали анархисти Нестора Махна, а потом Дењикинова Добровољачка војска. Војне операције Црвене армје, која је стигла са севера, заузеле су град 1919. године, и упркос покушајима руског генерала Врангела 1920. године, он није успео да се домогне Јекатеринослава. Рат је окончан следеће године.

### Совјетски Савез и Нацистичка владавина
Град је преименован по комунистичком вођи Украјине Григорију Петровском 1926. године. Петровски је касније био укључен у организацију Голодомора.
Дњепропетровск је био под нацистичком окупацијом од 26. августа 1941. дo 25. октобра 1943.. Као део Холокауста, у фебруару 1942. Ајнзацгрупа Д је током четири дана смањила јеврејско становништво града са 30.000 на 702.

### Затворени град
Још јула 1944. године, Државни комитет одбране у Москви одлучио је да на месту предратне фабрике авиона изгради велику фабрику војних машина у Дњепропетровску. Децембра 1945. хиљаде немачких ратних заробљеника почело је изградњу и изградило прве хале и продавнице у новој фабрици. То је било основа Дњепропетровске фабрике аутомобила.
Јосиф Стаљин предложио је специјалну тајну обуку за високо квалификоване инжењере и научнике да постану специјалисти за ракетну конструкцију.
Године 1954. управа ове аутомобилске фабрике отворила је тајни дизајнерски биро са називом "Јужно" за конструкцију војних ракета и ракетних мотора. Стотине талентованих физичара, инжењера и дизајнера машина преселило се из Москве и других великих градова Совјетског Савеза у Дњепропетровск да би се придружило овом дизајнерском бироу. Године 1965. тајни погон бр. 586 пребачен је у Министарство за општу машинску изградњу СССР-а. Следеће године ова фабрика званично је променила назив у "Јужна фабрика машиноградње" или у скраћеном руском, једноставно "Јужмаш".
Први „генерални конструктор“ и шеф дизајнерског бироа „Јужно“ био је Михаил Јангел, истакнути научник и изванредни дизајнер свемирских ракета, који је управљао не само дизајнерским бироом, већ целокупном фабриком од 1954. до 1971. године. Јангел је дизајнирао прве моћне ракете и свемирска војна опрема за совјетско Министарство одбране.
У 1951. години фабрика Јужно започела је производњу и тестирање нових војних ракета. Домет ових првих пројектила био је само 270 километара. До 1959. совјетски научници и инжињери развили нову технологију и као резултат тога, дизајнерски биро Јужно (КБЈу - на руском скраћеница) покренуо је нови пројекат за производњу машина правећи балистичке ракете. Под вођством Јангела, КБЈу је произвео тако снажне ракетне моторе, да је домет тих балистичких пројектила био практично без ограничења. Током шездесетих година 20. века ови снажни ракетни мотори коришћени су као лансирна возила за прве совјетске свемирске бродове. За време Макаровог руководства, Јужмаш је пројектовао и произвео четири генерације ракетних комплекса различитих типова. Ту су обухваћена свемирска лансирна возила Космос, Циклон-2, Циклон-3 и Зенит. Под вођством Јангеловог наследника В. Уткина, КБЈу је створио јединствени свемирски ракетни систем под називом Енергија-Буран. Јужмашови инжењери произвели су 400 техничких уређаја којим су лансирани у вештачке сателите (Спутњик). По први пут у светској свемирској индустрији, Дњепропетровска ракетна фабрика организовала је серијску производњу свемирског сателита (Спутњик 1). До 1980-их, ова фабрика је произвела 67 различитих свемирских бродова, 12 свемирских истраживачких комплекса и четири одбрамбена свемирска ракетна система.
Ови системи су се користили не само у искључиво војне сврхе у Министарству одбране, већ и у свемирским истраживањима, за глобалне радио и телевизијске мреже и за еколошко праћење. Јужмаш је иницирао и спонзорисао међународни свемирски програм социјалистичких земаља, назван Интеркосмос.
Уочи распада Совјетског Савеза, КБЈу је имао 9 редовних и активних чланова Совјетске академије наука, 33 редовних професора и 290 научника са докторатима. Они су додељивали научне дипломе и председавали престижном постдипломском школом у КБЈу, која је привлачила талентоване студенте физике из целог СССР-а. Више од 50.000 људи радило је у Јужмашу. Крајем 1950-их, Јужмаш је постао главни совјетски центар за пројектовање и производњу различитих типова ракетних комплекса. Совјетско министарство одбране укључило је Јужмаш у своје стратешке планове. Војни ракетни системи произведени у Дњепропетровску постали су главна компонента тек основаних совјетских ракетних снага стратешке намене.
Према савременицима, Јужмаш је био посебан ентитет унутар совјетске државе. Након дужег периода такмичења са московским центром ракетне конструкције В. Челомеј (наследник Корољова), пројекти ракета Јужмаша победили су 1969. Од тада су вође совјетског војног индустријског комплекса преферирали ракетне моделе Јужмаша. Крајем 1970-их ова фабрика је постала главни центар за пројектовање, конструкцију, производњу, тестирање и употребу стратешких и свемирских ракетних комплекса у Совјетском Савезу. Генерални дизајнер и директор компаније Јужмаш надгледао је рад бројних истраживачких института, дизајнерских центара и фабрика широм Совјетског Савеза од Москве, Лењинграда и Кијева, дo Вороњежа и Јеревана. Совјетска држава обезбедила је милијарде совјетских рубаља за финансирање пројеката Јужмаша.
Званично, Јужмаш је производио пољопривредне тракторе и специјалну кухињску опрему за свакодневне потребе, попут машина за сечење или соковника за цивилна совјетска домаћинства. У званичним извештајима за ширу публику није било података о производњи ракета или свемирских бродова. Међутим, стотине хиљада радника и инжењера у граду Дњепропетровску радили су у овом погону, а чланови њихових породица (око 60% градског становништва) знали су за "праву производњу" компаније Јужмаш. Ова ракетна постројења постала су значајан фактор у трци у наоружању током хладног рата. Због тога је совјетска влада одобрила тајност КГБ-а о Јужмашу и његовим производима. Према одлуци совјетске владе, град Дњепропетровск је званично затворен за стране посетиоце 1959. Ниједном држављанину стране земље (чак ни социјалистичке) није било допуштено да посети град или округ Дњепропетровска. Након касних педесетих, обични совјетски људи су називали Дњепропетровск "ракетним градом." Тек за време перестројке, Днепропетровск је 1987. поново отворен за странце.

### У независној Украјини
У јуну 1990. године, женско одељење за притвор у затвору у Дњепропетровску уништено је у затворским нередима. У наредних десет година, жене под истрагом у Дњепропетровској области биле су или у притвору у затвору 4 у Кривом Рогу, или у „притворским блоковима“ у Дњепропетровску, што је у супротности са украјинским законом "О притвору". Путовања из Кривог Рога трајала су до шест сати у специјалним железничким вагонима са решеткама. Неке затворенице су то морале да ураде 14 или 15 пута. Након притужби омбудсмана (Нина Карпачева), шеф Украјинског државног затвора (Владимир Левочкин) договорио је да се финансирају за обезбеђивање женских ћелија за притвор у затвору у Дњепропетровску, што је олакшало живот 15.000 затвореница без затвора у августу 2000.
У 2005. години, најмоћнији представник „Дњепропетровске фракције“ у украјинској политици био је Леонид Кучма, бивши председник Украјине и бивши високи руководилац Јужмаша.
У јуну и јулу 2007, Дњепропетровск је доживео талас насумичних серијских убистава које су медији назвали делом "Дњепропетровских манијака ". У фебруару 2009. три младића осуђена су за своје учешће у 21 убиству и бројним другим нападима и пљачкама.
Дана 27. априла 2012. године, четири бомбе експлодирале су у близини четири трамвајске станице у Дњепропетровску, ранивши 26 људи.
Током регионалне државне демонстрације Евромајдан 2014. године, протести против председника Виктора Јануковича одржани су и у Дњепропетровску. Дана 26. јануара, 3.000 активиста против Јануковича покушало је да заузме зграду локалне регионалне државне управе, али није успело. То се огледало у случајевима нереда и пребијања демонстраната. Гувернер Дњепропетровска Колесников назвао је демонстранте против Јануковича "екстремно радикалним разбојницима из других региона". Два дана касније око 2.000 запослених у јавном сектору сазвало је неодређени скуп у знак подршке влади Јануковича. У међувремену, зграда владе била је ојачана бодљикавом жицом. Дана 19. фебруара 2014. догодио се сукоб демонстраната и полиције у близини Регионалне државне управе. 22. фебруара 2014, након још једног обрачуна са демонстрантима у близини Регионалне државне управе Дњепропетровск, градоначелник Иван Куличенко напустио је Јануковичеву Партију региона "ради мира у граду". Истовремено, Градско веће Дњепропетровска обећало је да ће подржати „очување Украјине као јединствене и недељиве државе“, мада су неки чланови позвали на сепаратизам и федерализацију Украјине. Градско веће је такође одлучило да градски трг Лењина преименова у "Трг хероја независности". У згради Регионалне државне управе демонстранти су уништили портрет Виктора Јануковича. Јанукович је 22. фебруара 2014. свргнут са власти, након насилних догађаја у Кијеву.
Према медијским извештајима, Дњепропетровск је био релативно миран током проруских немира 2014. године у Украјини, при чему су демонстранти проруске Федерације били бројнији од оних који су се супротставили спољној интервенцији. У марту 2014. градски трг Лењина преименован је у "Трг хероја независности" у част људима убијених за време Евромајдана. Скинута је статуа Лењина на тргу. У јуну 2014. године уклоњен је још један Лењинов споменик и замењен је спомеником Украјинској војсци која се борила у Рату на истоку Украјине.
Како би био у складу са законом о декомунизацији из 2015. године, град је преименован у Дњепар у мају 2016. године, по реци која тече кроз град.

## Управа града
Градом Дњепром управља градско веће Дњепра. То је градска општина која је у својој области означена као посебан округ.
Административно је град подељен на градске четврти. Тренутно их је 8. Авијаторске, насеље градског типа које се налази у близини Међународног аеродрома Дњепар, такође је део општине Дњепар.
Скупштина Градског већа чини законодавну грану администрације, чиме је ефективно чини градском „скупштином“ или управом. Општинско веће се састоји од 12 изабраних чланова, који су изабрани за представљање одређеног округа у граду на период од четири године. Тренутни савет изабран је 2015. Савет има 29 сталних комисија које играју важну улогу у надзору града и његове трговине.
Дњепар има пет једнодомних парламентарних бирачких округа у граду, кроз које се чланови парламента (посланици) бирају да представљају град у Ради. На последњим општим изборима (2014) победили су ППБ и независни кандидати. У свим окрузима града победио је опозициони блок, унија свих политичких снага које нису подржале Евромајдан.
У последњим деценијама град је генерално подржавао кандидате који припадају Партији региона и (1990-их) Комунистичкој партији Украјине на националним и локалним изборима. Иста ситуација је била и на председничким изборима, уз снажну подршку Леониду Кучми и Виктору Јануковичу. Након Евромајдана 2014. године, догађаја који су укључивали масовне демонстрације и сукобе у централном граду, региони су изгубили утицај, а Дњепропетровск је подржао Петра Порошенка. На украјинским локалним изборима 2015. Борис Филатов из патриотског УКРОП-а изабран је за градоначелника Дњепра.
Дњепар је такође седиште регионалне локалне управе под контролом Дњепропетровске обласне Раде. Гувернер области је председавајући у Дњепропетровској влади, а именује га председник Украјине.

### Градске четврти
| Code | Назив четврти        | Година оснивања | Површина (ха) | Бр. становника у 2006. |
| ---- | -------------------- | --------------- | ------------- | ---------------------- |
| 1    | Амур-Нижњодњепровски | 1918/1926       | 7,162.6       | 154,400                |
| 2    | Шевченкивски         | 1973            | 3,145.2       | 152,000                |
| 3    | Соборњи              | 1935            | 4,409.3       | 169,500                |
| 4    | Индустријални        | 1969            | 3,267.9       | 132,700                |
| 5    | Централни            | 1932            | 1,040.3       | 67,200                 |
| 6    | Чечеливски           | 1933            | 3,589.7       | 120,600                |
| 7    | Новокодацки          | 1920            | 10,928        | 157,400                |
| 8    | Самарски             | 1977            | 6,683.4       | 77,900                 |

Пет од осам градских четврти преименовано је крајем новембра 2015. године у складу са законима декомунизације.

## Становништво
Према процени из 2012. године у граду живи око милион људи. У 2011. години, просечна старост становника града била је 40 година. Број мушкараца опао је нешто више од броја жена. Природни прираштај становништва у Дњепру незнатно је већи од раста у Украјини уопште.
Између 1923. и 1933. године украјински проценат становништва Дњепропетровска повећан је са 16% на 48%. То је било део националног тренда.
| 1979.     | 1989.     | 2001.     | 2012.   |
| --------- | --------- | --------- | ------- |
| 1.066.016 | 1.177.897 | 1.065.008 | 999.577 |

| Година  | Етничка група | Етничка група | Етничка група | Етничка група | Етничка група | Страни грађани | Реф.   |
| Година  | Руси          | Украјинци     | Јевреји       | Пољаци        | Немци         | Страни грађани | Реф.   |
| ------- | ------------- | ------------- | ------------- | ------------- | ------------- | -------------- | ------ |
| 1887    | 47,200        | 17,787        | 39,979        | 3,418         | 1,438         | 1,075          | [ 72 ] |
| 1887    | 42.6%         | 16.0%         | 36.1%         | 3.1%          | 1.3%          | 1.0%           | [ 72 ] |
| 1904(?) | 52%           | 52%           | 40%           | 4.5%          |               |                | [ 73 ] |

| Етничка група | 1926  | 1939  | 1959  | 1989  | 2001  | 2017 |
| ------------- | ----- | ----- | ----- | ----- | ----- | ---- |
| Украјинци     | 36.0% | 54.6% | 61.5% | 62.5% | 72.6% | 82%  |
| Руси          | 31.6% | 23.4% | 27.9% | 31.0% | 23.5% | 13%  |
| Јевреји       | 26.8% | 17.9% | 7.6%  | 3.2%  | 1.0%  |      |
| Белоруси      | 1.9%  | 1.9%  | 1.7%  |       | 1.0%  |      |

У истраживању од јуна до јула 2017. године, 63% становника је изјавило да код куће говори руски, 9% је говорило украјински, а 25% подједнако говорило украјински и руски.
Иста анкета је објавила следеће резултате за религију одраслих становника.
- 49% Кијевски патријархат
- 6% Украјинска православна црква
- 7% атеисти
- 1% припадају другим религијама
- 28% верују у Бога, али не припадају ниједној религији
- 5% нису одговорили

### Архитектура
Дњепар је примарно индустријски град са око милион људи, као такав, развио се у велико урбано средиште током протеклих неколико векова, да би данас постао четврти највећи украјински град.
Одмах након оснивања, Дњепар или, како је тада био познат, Јекатеринослав почео се развијати искључиво на десној обали Дњепра. Град се испрва радијално развијао од средишње тачке коју је пружала Преображењска катедрала. Префериране су неокласичне грађевине од опеке и камена и град је почео попримати изглед типичног европског града тог доба. Од ових зграда многе су сачуване у старијој градској четврти Соборњи. Међу најзначајнијим грађевинама ове епохе су Преображењска катедрала и известан број зграда у околини око проспекта Академика Јаворницког, укључујући Хреникову кућу.
У наредних неколико деценија, све до Октобарске револуције 1917. године, град се није много променио у изгледу и преовлађујући архитектонски стил остао је стил неокласицизма. Значајне грађевине саграђене у доба које је претходило успону бољшевика на власт и успостављању комунистичке Украјине, а касније и њене апсорпције у Совјетски Савез, су: главна зграда Дњепарске политехнике, која је саграђена 1899-1901, зграде некадашње градске Думе у сецесионистичком стилу, Национални историјски музеја Дњепропетровск и Регионална болница Мечников. Остале грађевине тог доба које нису одговарале типичном архитектонском стилу времена у Дњепропетровску укључују: Гранд Хотел Украјину, железничку станицу Руског препорода (тада реконструисану), и зграду Асторију на проспекту Академика Јаворницког у сецесионистичком стилу.
Стаљинистичка архитектура (монументални совјетски класицизам) доминира у центру града.
Када су бољшевици преузели власт у Дњепропетровску, град је постепено очишћен од царских споменика и монументална архитектура лишена је грба и другог несоцијалистичког симболизма. У 1917. години споменик Катарини Великој који је стајао испред Рударског института замењен је спомеником руском академику Михаилу Ломоносову. Касније, због оштећења из Другог светског рата, велики број зграда је реконструисан. Главна железничка станица, на пример, лишена је псеудоруског изгледа и редизајнирана је у стилу стаљинистичког социјализма, док је Гранд Хотел Украјина преживео рат, али је касније редизајниран, а кров је реконструисан у типичном француском мансардном стилу, за разлику од украјинског барока предратне ере. Остале тешко оштећене зграде најчешће су биле рушене и замењене новим грађевинама. Ово је један од главних разлога зашто је велики део централне авеније Дњепропетровска, проспект Академика Јаворницког, дизајниран у стилу стаљинистичког социјалног реализма. Многе предреволуционарне зграде такође су реконструисане како би одговарале новим циљевима. На пример, Трговачки институт цара Николаја II у Дњепропетровску реконструисан је да служи као административни центар за Дњепропетровску област, функцију коју обавља до данас. Остале зграде, попут Потемкинове палате, предате су пролетаријату, у овом случају студентском савезу Дњепровског националног универзитета Олеса Гончара.
Након Стаљинове смрти и именовања Хрушчова, који је ране радне године провео у Украјини, за секретара партије, индустријализација Дњепропетровска постала је још већа, па је у граду отворена фабрика ракета Јужно. Поред ње отворене су и многе друге фабрике, посебно металуршка и тешка постројења. У овом тренутку Дњепропетровск је постао један од најважнијих производних градова у Совјетском Савезу, производећи много робе од ситних предмета попут вијака и усисивача до комада мотора авиона и балистичких ракета. Као резултат ове индустријализације, унутрашња предграђа града постајала су све загађенија и постепено су их давала великим, неугледним индустријским предузећима. У исто време почео је интензивни развој леве обале града и западних предграђа као нових стамбених подручја. Куће за станаре ниског буџета из доба Хрушчова (Хрушчовковке) замењене су високим монтажним стамбеним блоковима (слично немачком Платенбаусу). У 1976. години велики монументални кип Григорија Петровског постављен је на трг испред градске станице. Ову статуу је уништила бесна руља почетком 2016. године.
Град је данас карактеристичан по својој мешавини архитектонских стилова, а велики део центра града чине пререволуционарне зграде у разним стиловима, стаљинистичке зграде и конструктивистичка архитектура, док су стамбени четврти често састављене од естетски једноставног, технички застарелог стамбеног фонда из совјетске ере. Упркос томе, град има велики број „приватних сектора“, јер се традиција изградње и одржавања индивидуалних одвојених кућа наставила до данас.
Од независности Украјине 1991. године и економског развоја који је уследио, на периферији града је изграђен низ великих комерцијалних и пословних центара.
Крајем новембра 2015. године око 300 улица, и 5 од 8 градских четврти и једна станица метроа преименоване су у складу са законима декомунизације.

## Економија
Дњепар је главни индустријски центар Украјине. Поседује неколико објеката намењених тешкој индустрији који производе широк спектар производа, укључујући ливено гвожђе, ракетне носаче, ваљани метал, цеви, машине, различите рударске комбајне, пољопривредну механизацију, тракторе, тролејбусе, фрижидере, различите хемикалије и много других. Најпознатија и најстарија (основана у 19. веку) је Металуршка фабрика названа по Петровском. Град такође има велике фабрике за прераду хране и фабрике лаке индустрије. Многе фабрике шивања и одевања раде за Француску, Канаду, Немачку и Велику Британију, користећи најсавременије технологије, материјале и дизајн. Дњепар је такође доминирао у ваздухопловној индустрији од 1950-их, конструкциони биро Јужно и Јужмаш били су познати по стручњацима широм света. У 2018. години приватна ваздухопловна компанија са седиштем у Тексасу "Фајрфлај Аероспејс" отворила је истраживачки и развојни (Р&Д) центар у Дњепару ради развоја мала и средња ракетне носаче за комерцијална лансирања у орбиту.
Метали и металургија су основна индустрија града у погледу производње. Запосленост у граду је концентрисана у великим предузећима. Металуршка предузећа налазе се у граду и чине преко 47% његове индустријске производње. Ова предузећа важни су допринос градском буџету и извозе 80% своје производње, што је значајан допринос украјинској девизној резерви. Дњепар је главни центар увоза страних добара који улазе у регију и просечно је обухватао 58% увоза целе регије између 2005. и 2011. године. Пошто су се економски услови још више побољшали у 2010. и 2011. години, регистрована незапосленост је пала на око 4.100 до краја 2011.
Дњипроавиа, авиокомпанија, има своје седиште на Међународном аеродрому Дњепропетровск. Главни акционар авиокомпаније је компанија украјинско-израелски бизнисмена Игор Коломојски, "Приватгруп", глобална пословна групација, са седиштем у граду и груписана око "Приватбанке". "Приватгруп" контролише хиљаде компанија из готово сваке индустрије у Украјини, Европској унији, Грузији, Гани, Русији, Румунији, Сједињеним Државама и другим земљама. Челик, нафта и гас, хемикалија и енергија су сектори најважнијег утицаја и стручности групе. Ни једним капиталом групе не тргује се јавно на берзи. Власници и оснивачи Приватгрупе су родом из Дњепра и ту су изградили целу каријеру. "Приватбанк", језгро групације, највећа је комерцијална банка у Украјини. Амерички часопис за ревизију "Глобал финанс магазин" у марту 2014. године је прогласио „најбољом банком у Украјини за 2014“, док је британски магазин "Банкер" у новембру 2013. године исту банку назвао "банком 2013. у Украјини".
"Приватгруп" је у пословном сукобу са "Интерпајпом", такође са седиштем у Дњепру. Утицајна металуршка компанија је основана и у већинском је власништву локалног пословног олигарха Виктора Пинчука.
Још једна компанија са седиштем у Дњепру је "АТБ-Маркет". Компанија поседује највећу националну мрежу малопродајних објеката. У економији града Дњепра доминира сектор трговине на велико и мало, који је у 2010. години чинио 53% производње нефинансијских предузећа.
| Година | Фабрике и плантаже | Запослени | Обим производње | Обим производње       | Обим производње         | Реф.   |
| Година | Фабрике и плантаже | Запослени | рубље           | У 2007. £ у милионима | У 2007. USD у милионима | Реф.   |
| ------ | ------------------ | --------- | --------------- | --------------------- | ----------------------- | ------ |
| 1880   | 49                 | 572       | 1.500.000       | £10.5 м               | $21 м                   | [ 72 ] |
| 1903   | 194                | 10.649    | 21.500.000      | £177.5 м              | $355 м                  | [ 72 ] |

| Година | Предузеће | Зарада        | Зарада                | Зарада                  | Реф.   |
| Година | Предузеће | рубље         | У 2007. £ у милионима | У 2007. USD у милионима | Реф.   |
| ------ | --------- | ------------- | --------------------- | ----------------------- | ------ |
| 1900   | 1.800     | 40.000.000    | £328.7 м              | $658 м                  | [ 73 ] |
| 1940   | 622       | 1.096.929.000 | £2.120.3 м            | $4.242 м                | [ 72 ] |

## Транспорт

### Локални превоз
Главни облици јавног превоза у Дњепру су трамваји, аутобуси, електрични тролејбуси и маршрутке—приватни минибусеви. Поред овога, у граду послује велики број такси фирми, а многи становници имају приватна возила.
Градске општинске саобраћајнице такође трпе исте проблеме са финансирањем као и трамваји, а многи од њих су у веома лошем техничком стању. Није неуобичајено да се на многим мањим путевима Дњепра наиђе на врло велике рупе. Главни путеви и аутопутеви су бољег квалитета. Последњих година ситуација се, међутим, поправља, купљени су новији половни трамваји од немачких градова Дрезден и Магдебург, и велики број путева, укључујући улице Шмит и Московску, реконструисан је савременим техникама изградње путева.
Дњепар такође има метро, отворен 1995. године, који се састоји од једне линије и 6 станица. Званични планови из 1980. за четири различите линије никада нису спроведени у дело. У 2011. години метро је пребачен у општинско власништво у нади да ће му то помоћи да осигура кредит од Европска банка за обнову и развој. У 2011. години планови су предвиђали проширење три станице, Театралне, Централне и Музејне, које су требале да буде завршене 2015. године. Али отварање ових станица је више пута одлагано и најављено је да ће се отворити 2023. године.

### Приградски превоз
Дњепар има неколико аутопута који пролазе кроз град. Најпопуларније руте су из Кијева, Доњецка, Харкова и Запорожја. Транзит кроз град је такође доступан. Од 2011. године град је започео изградњу јужне градске обилазнице, што ће омогућити да се аутомобилски саобраћај одвија око центра града. Очекује се да ће то побољшати квалитет ваздуха и смањити проблем транспорта тешких теретних камиона који пролазе кроз центар града.
Највећа аутобуска станица у источној Украјини налази се у Дњепру, одакле аутобусне линије иду широм земље, укључујући неке међународне руте до Русије, Пољске, Немачке, Молдавије и Турске. Налази се у близини централне градске железничке станице.
У летњем периоду, постоје неке руте доступне глисерима на реци Дњепар, док се разни туристички бродови на путу низ реку (Кијев-Херсон-Одеса) обично заустављају у граду. Речна лука Дњепар налази се у близини подручја око централне железничке станице, на обали реке. То је добар пример конструктивистичке архитектуре из касног периода Совјетског Савеза.

### Железнички саобраћај
Град је велика железничка раскрсница, са многим дневним линијама које саобраћају из источне Европе и ка њој, као и са многим домаћим линијама.
Постоје две железничке станице, Холовњи (главна станица) и Лоцманска (јужна станица).
Два експресна превоза путника свакодневно саобраћају између Кијева и Дњепра под називом 'Капитал Експрес'. Остале дневне услуге укључују приградске возове до градова и села у окружењу Дњепропетровске области. Већина возова на дугим релацијама теже се кретати ноћу како би смањили количину дневних сати проведених у путовању свих путника.
Домаће везе постоје између Дњепра и Кијева, Лавоваа, Симферопоља, Одесе, Ивано-Франковска, Трускавеца, Доњецка, Харкова и многи други мањи украјински градови, док међународне линије, између осталог, повезују Дњепар са Минском у Белорусији, Московском станицом Курски и Витебском станицом у Санкт Петербургу у Русији, Бакуом у Азербејџану, и бугарским приморским летовалиштем Варном.

### Авиосаобраћај
Град опслужује Међународни аеродром Дњепропетровск ИАТА DNK, који је свакодневно повезан са европским и средњоисточним градовима. Налази се на 15 км југоисточно од центра града.

### Речни транспорт
Град има речну луку која се налази на левој обали Дњепра. Постоји и железничка теретна станица.

## Образовање
Постоје 163 образовне установе међу којима су школе, гимназије и интернати. За децу предшколског узраста постоје 174 установе, такође и многе ваншколске установе, као што је центар ваншколског рада. Осамдесет и седам институција које су признате на свим украјинским и регионалним нивоима.
У истраживању од јуна до јула 2017. године, одрасли испитаници су пријавили следеће образовне нивое:
- 1% основно или непотпуно средње образовање
- 13% опште средње образовање
- 46% средњошколско стручно образовање
- 39% универзитетско образовање (укључујући непотпуно универзитетско образовање)

Дњепропетровск је 2006. године био домаћин Свукрајинске олимпијаде из информационих технологија, у 2008. учествовали су у полуфиналу за математику, а 2009. у полуфиналу у програмирању. У граду је основана омладинска група 'Експеримент', организација која промовише повећану културну свест међу Украјинцима.

### Високо образовање
Дњепар је главни образовни центар у Украјини и дом је два од десет најбољих украјинских универзитета: Националног универзитета Олеса Гончара и Национални технички универзитет Политехника.
Систем високошколских установа повезује 38 институција у Дњепру, међу којима су 14 од IV и III нивоа акредитације и 22 од I и II нивоа акредитације. У 2012. години Национални рударски институт био је на 7. месту, а Национални универзитет О. Гончар на 9. месту међу најбољим високошколским установама на листи "ТОП-200 Украјине".
На доњој листи налази се списак свих тренутних државних високошколских установа (нису обухваћени независна пододељења других универзитета са седиштем у Дњепару).
| - Дњепровски национални универзитет Олеса Гончара основан је 1918. године. Данас је универзитет од националног значаја и састоји се од 20 факултета, 80 специјализација, 43 лабораторија и научно-истраживачких института. - Придњепровска Државна академија за физичку културу и спорт - Дњепровска Политехника - Национална металуршка академија Украјине – основана 1899. године. - Украјински државни хемијско-технолошки универзитет - Днепровски Државни универзитет за унутрашње послове - Универзитет за царину и финансије - Придњепровска Државна академија грађевинарства и архитектуре - Национални универзитет за железнички саобраћај | - Дњепарски пољопривредни универзитет - Универзитет Алфред Нобел - Медицинска академија Дњепар једна је од најстаријих образовних установа у Украјини која обухвата 6 факултета и скоро 60 одсека. - Институт међурегионалне академије за људске ресурсе - Дњепарски регионални институт Председничке академије државне службе Украјине - Институт за припрему индустријских стручњака |

Тренутно око 55.000 студената студира у Дњепару, од чега је значајан број студената долази са стране.

## Култура

### Атракције
Град има мноштво позоришта (као и оперу) и музеје која привлаче бројне туристе, укључујући Национални историјски музеј Дмитро Јаворницки. Ту је и неколико паркова, ресторана и плажа.
Главне улице града носиле су имена марксистичких хероја за време совјетске ере. Након закона о декомунизацији из 2015. године, оне су преименоване.
Централна саобраћајница позната је као проспект Академика Јаворницког, широки и дугачки булевар који се протеже од истока ка западу кроз центар града. Основан је у 18. веку, а делови његових зграда су прави украс града. У срцу града је Трг Соборна, који обухвата величанствену катедралу изграђену наредбом Катарине Велике 1787. године.
На тргу се налазе неке невероватне грађевине: Историјски музеј, диорама "Битке на Дњепру (Други светски рат)", као и парк у коме се може одмарати током врућег лета. Спуштајући се низ град до Дњепра, стиже се у велики парк Тараса Шевченка (који се налази на десној обали реке) и на Манастирско острво. Ово острво је једно од најзанимљивијих места у граду. У 9. веку византијски монаси су овде основали манастир.
Неколико области су задржале свој историјски карактер: читава Централна авенија, неки блокови улица на главном брду (део Нагорне) између Пушкиновог проспекта и насипа, и делови у близини Глобе (раније познат као парк Чкалов до преименовања) и парка Шевченка су непромењени 150 година.
Река Дњепар одржава климу благом. Видљива је са многих тачака у Дњепру. Са било којег од три брда у граду се пружа поглед на реку, острва, паркове, периферију, обале и друга брда.
У совјетска времена није било потребе за градњом небодера у граду. Главне индустрије радије су лоцирале своје канцеларије у близини својих фабрика и далеко од центра града. Већина нових канцеларијских зграда изграђене су у истом архитектонском стилу као и старе зграде. Међутим, један број показује модернију естетику, а неке комбинују два стила.

### Спорт
Некадашњи фудбалски клуб Дњипро (угашен у 2019. години) наступао је у Премијер лиги и био финалиста УЕФА Лиге Европе 2014/15.. Два пута је освојио Првенство Совјетског Савеза (1983, 1988), једном куп (1989) и био је једини совјетски тим који је два пута освојио Куп Федерација СССР-а (1986, 1989). Клуб је био у власништву Приватгрупe. Напомена: бенди, кошаркашки, и други тимови користе исто име.
Други локални фудбалски клубови су: Локомотива Дњепропетровск и Спартак Дњепропетровск, који имају велике базе навијача. Дњипро-1 је основан 2017. године и тренутно наступа у Премијер лиги.
Изграђен је нови фудбалски стадион Дњепар Арена капацитета од 31,003 седишта а изграђен је као замена за Дњипров стари стадион, стадион Метеор. На Дњепар Арени је одиграна утакмица квалификација за Светско првенство у фудбалу 2010. између Украјине и Енглеске 10. октобра 2009. године. Дњепар Арена првобитно је изабрана као једно од украјинских места за заједничку организацију за Европско првенство 2012. са Пољском. Међутим, са листе је одбачена у мају 2009. године, пошто је капацитет био мањи од минималних 33.000 места која захтева УЕФА.
Град је центар украјинског бендија. Украјинска федерација бендија има своју канцеларију у граду. Главни локални бенди клуб је Дњипро, који је освојао украјинско првенство 2014, 2016, 2017. и 2019. године.

## Партнерски градови
Дњепар је званично потписао партнерство са:
- Даљен, Кина
- Дарам, Канада
- Гомељ, Белорусија (2018)
- Херцлија, Израел (1992)
- Кутаиси, Грузија
- Шчећин, Пољска (2010)
- Ташкент, Узбекистан (1998)
- Вилњус, Литванија (1988)
- Си’ан, Кина (1998)
- Жилина, Словачка (1993)

## Белешке
1. ↑   Странцима није био дозвољен улаз, осим у случају званичног одобрења.
2. ↑   Дана 29. децембра 2015. године, градско веће је званично променило назив града где су напоменули да је назив Петровски био у част Светог Петра,[16] и на тај начин ускладили су и бивше име са законом.

Дана 3. фебруара 2016. године у украјинском парламенту је регистрован нацрт закона ради промене имена града у "Дњепар".[17]. Украјински парламент је 19. маја 2016. прихватио закон којим је званично преименован град (у Дњепар). Резолуцију је одобрило 247 од 344 посланика, а 16 се противило тој мери.[4] Градоначелник града Борис Филатов описао је преименовање града "контроверзним и непотребним".[18] Олександр Вилкул (који је био противник Филатова на последњим изборима за градоначелника) тврдио је да се 90% становника противи промени имена града.[18]
3. ↑   Украјински парламент је 1. јуна 2016. одбио да подржи резолуцију о отказивању преименовања.[19] Дана 16. јуна 2016, 48 посланика је поднело захтев против преименовања у Уставном суду Украјине.[20] Уставни суд је одбио да разматра овај случај 12. октобра 2016.[19]
4. ↑   Постоји нека збрка у вези са датумом ове карте. Према фајлу слике мапу је направио Шуберт и датира из око 1860. године, али украјинска Википедија тврди да датира из 1885. Карта приказује стари Амурски железнички мост преко реке, који је завршен 1884. године.